# Begimay Karybekova
Begimay Karybekova (Naryn, 3 de septiembre de 1998) es una modelo kirguisa. Ganadora del certamen Miss Kirguistán 2017, representó al país asiático en Miss Universo 2018, siendo la primera mujer kirguisa en competir en Miss Universo.

## Vida y carrera
Begimay Karybekova nació en la ciudad de Naryn, dentro de Kirguistán, en septiembre de 1998. Estudió en la Universidad Internacional de Kirguistán, trabajando además como modelo. Comenzó su carrera en el mundo del espectáculo tras representar a Kirguistán en Miss Intercontinental 2016 y en Top Model of the World, donde quedó entre las siete primeras en este último concurso.
En 2017, fue coronada como Miss Kirguistán 2017 y se le dio la oportunidad de representar a Kirguistán en Miss Mundo 2017. Sin embargo, se vio obligada a retirarse del concurso por problemas para conseguir un visado chino. Sin embargo, también recibió el derecho a representar a Kirguistán en Miss Universo 2018 en Bangkok (Tailandia), donde se convertirá en la primera participante kirguisa en el concurso.